# Partido Ortodoxo
Đảng Nhân dân Cuba – Chính thống (tiếng Tây Ban Nha: Partido del Pueblo Cubano – Ortodoxos, PPC-O), thường gọi tắt là Đảng Chính thống (tiếng Tây Ban Nha: Partido Ortodoxo), là đảng phái chính trị dân túy của Cuba. Đảng này được Eduardo Chibás thành lập năm 1947 để ứng phó với tình trạng tham nhũng của chính phủ và thiếu cải cách. Mục tiêu chính của đảng này là thiết lập bản sắc dân tộc riêng biệt, độc lập kinh tế và thực hiện các cải cách xã hội.

## Lịch sử
Trong cuộc tổng tuyển cử năm 1948 Chibás đứng thứ ba trong cuộc bầu cử tổng thống, trong khi đảng này giành được bốn ghế tại Hạ viện. Trong cuộc bầu cử giữa nhiệm kỳ năm 1950 họ giành được chín ghế. Anh họ của Chibás, Roberto Agramonte, là người được yêu thích nhất để giành chiến thắng trong cuộc bầu cử năm 1952 (cho Ortodoxo) nhưng Fulgencio Batista đã dàn dựng một cuộc đảo chính gần ba tháng trước cuộc bầu cử.
Fidel Castro là một thành viên tích cực của PPC-O vào cuối thập niên 1940 và đầu thập niên 1950. Ông dự định ra tranh cử với tư cách là ứng cử viên PPC-O cho Quốc hội Cuba trước cuộc đảo chính của Batista.

## Hệ tư tưởng và nền tảng
PPC-O là một đảng bao gồm tất cả mọi người, mở cửa cho tất cả những ai muốn tham gia. Nhìn chung là theo chủ nghĩa dân túy, không có phe phái hay tổ chức nội bộ riêng biệt, với tất cả các thành viên đoàn kết vì họ ủng hộ các mục tiêu và lý tưởng của Eduardo Chibás. Thành phần của đảng bao gồm một số nhóm tư tưởng từ chính trị trung dung đến cánh tả:
- Cựu thành viên của Đảng Xác thực: thành phần theo chủ nghĩa dân tộc trung thành, ủng hộ chủ nghĩa chống đế quốc và các mục tiêu cách mạng.
- Cựu thành viên của Đảng Xã hội chủ nghĩa Bình dân: thành phần theo chủ nghĩa xã hội trẻ tuổi và những người lính cộng sản, thất vọng vì hành vi sai trái của đảng mình.
- Cựu thành viên của Đảng Tự do Cuba: giai cấp tiểu tư sản, có quan điểm thân giới doanh nghiệp nhiều hơn.

Chương trình chính trị phản ánh bản chất bao gồm tất cả mọi người của PPC-O, tuyên bố ủng hộ:
- Dân chủ trực tiếp
- Hệ thống chính trị đa đảng[4][5]
- Cuộc chiến chống tham nhũng chính trị, tham ô và tội phạm
- Chủ nghĩa tiến bộ
- Chủ chống nghĩa đế quốc (chủ yếu là chống Mỹ) và chủ nghĩa dân tộc
- Cải cách ruộng đất: Bãi bỏ chế độ latifundios và độc canh, đa dạng hóa nông nghiệp
- Thanh toán công bằng và phân phối lại kinh tế
- Quốc hữu hóa đường sắt, nhà máy điện và viễn thông
- Thị trường tự do và tôn trọng quyền sở hữu tư nhân
- Chủ nghĩa công đoàn xã hội và quyền lao động

Cánh tả của PPC-O có ảnh hưởng lớn nhất đến cánh thanh niên của đảng, Thanh niên Chính thống (Juventud Ortodoxa). Cuốn sách nhỏ năm 1948 của Thanh niên Chính thống ủng hộ một nền tảng chủ nghĩa xã hội dân chủ lấy cảm hứng từ chủ nghĩa Marx, nhưng cũng chỉ trích Đảng Xã hội chủ nghĩa Bình dân liên kết với Liên Xô, vốn ủng hộ chủ nghĩa Marx-Lenin.